# Landhuis Karpata
Landhuis Karpata is een oud landhuis nabij Rincon op het noordelijk deel van Bonaire, aan de kustweg vlak bij het Gotomeer. Het staat op de gelijknamige plantage Karpata, die oorspronkelijk Borneo heette. Landhuis Karpata wordt door de lokale bevolking Kas Grandi (groot huis) genoemd. Het vervallen landhuis is cultuurhistorisch erfgoed. Het grenst aan het Washington Slagbaai National Park en het Bonaire National Marine Park.

## Geschiedenis
Het landhuis werd gebouwd rond 1870 op de plaats waar eerst een klein fort stond dat diende om de zeeverbinding tussen Kralendijk en Slagbaai te beschermen tegen aanvallen. Van dit fort rest alleen een kanon op de zeebodem nabij het landgoed. Op Karpata werden geiten gehouden voor vlees en huiden. Daarnaast leverde de plantage aloë, brazielhout en houtskool. De producten van de plantage werden naar Curaçao en andere eilanden in de omgeving verscheept door zeilschepen van de plantage.

## Architectuur
Het okergele landhuis bestaat uit een groot middenblok met aan iedere zijde een paviljoen. Rond de grote patio liggen diverse bijgebouwen voorzien van een rood zadeldak met rode dakpannen. Links van de ingang bevindt zich een kleine kalkoven die tot begin jaren vijftig in gebruik was om koraalsteen te branden tot schelpkalk. Bij het landhuis is ook een gerestaureerde aloë-oven. Hierin werd het sap van de aloë vera gekookt. Dit sap werd als wondmiddel tegen zonnebrand en als grondstof voor cosmetica gebruikt.

## Biologisch veldstation
Met fondsen uit Nederland is het landhuis in 1980 onder leiding van architect Fernando Julian gerestaureerd. Daarna werd er een ecologisch centrum in gevestigd, dat officieel werd geopend door de toenmalige koningin Beatrix. Landhuis Karpata werd een veldstudiecentrum voor wetenschappelijk onderzoek door marien biologen en studenten. In de jaren negentig werd het onderzoekscentrum gesloten. Pogingen om er opnieuw een onderzoeksstation voor de studie van koraalriffen te vestigen, werden niet verwezenlijkt.

## Toekomst
Nadat het enkele jaren ongebruikt leeg heeft gestaan, is het in verval geraakt en is het terrein bijna volledig overwoekerd met onkruid. Het Openbaar Lichaam Bonaire wil het landhuis restaureren en heeft een toeristische bestemming voor ogen.

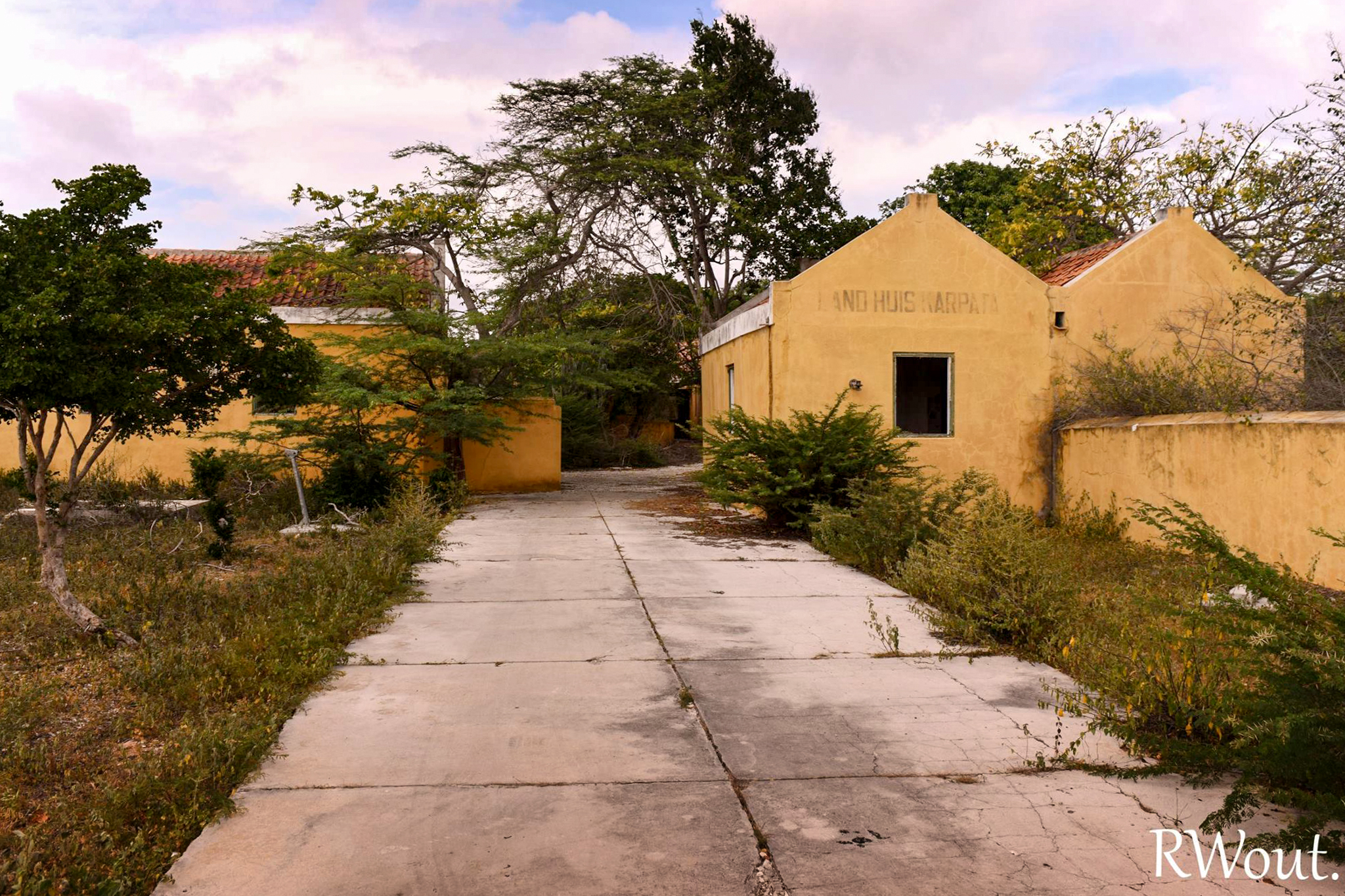
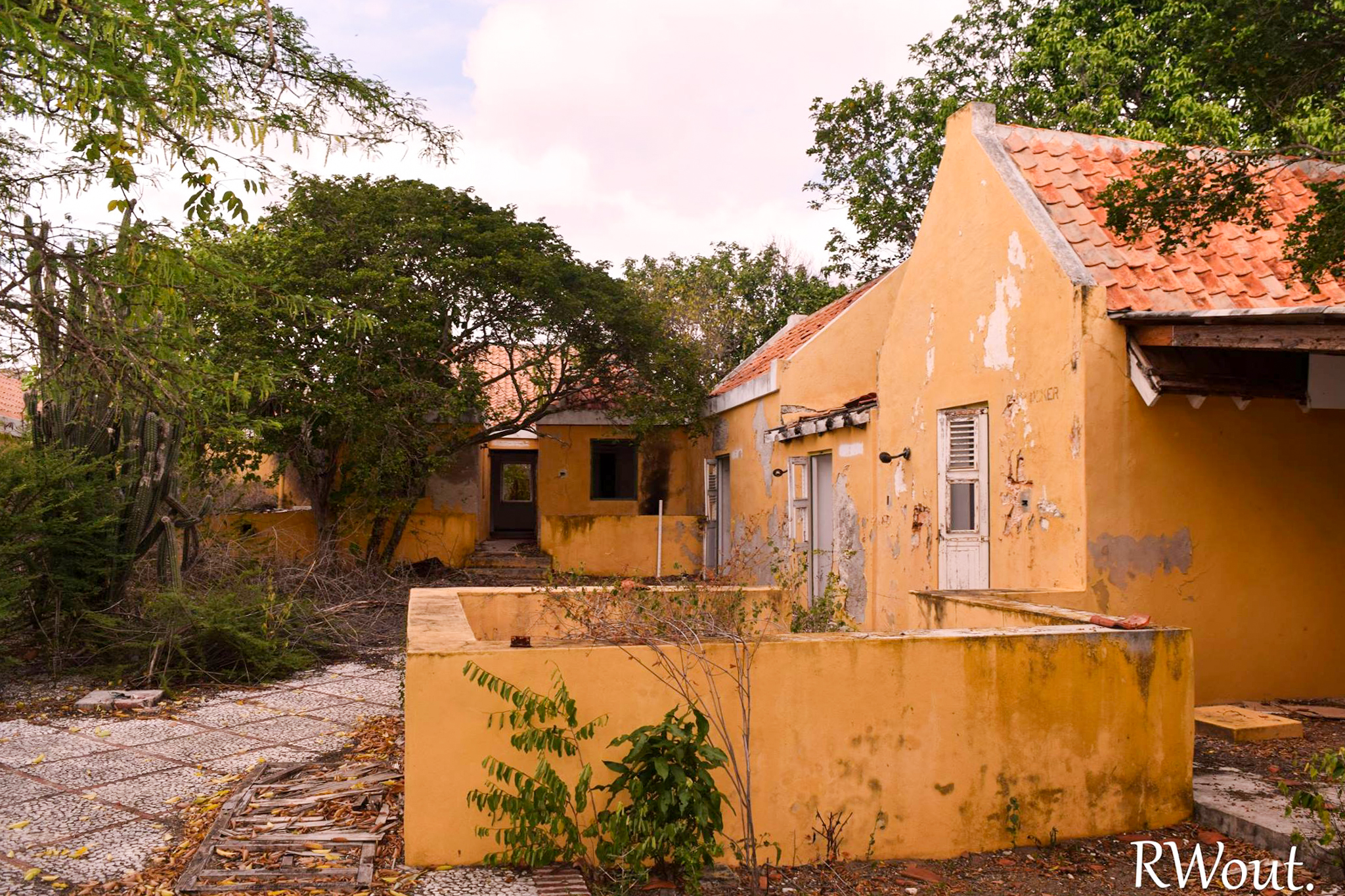
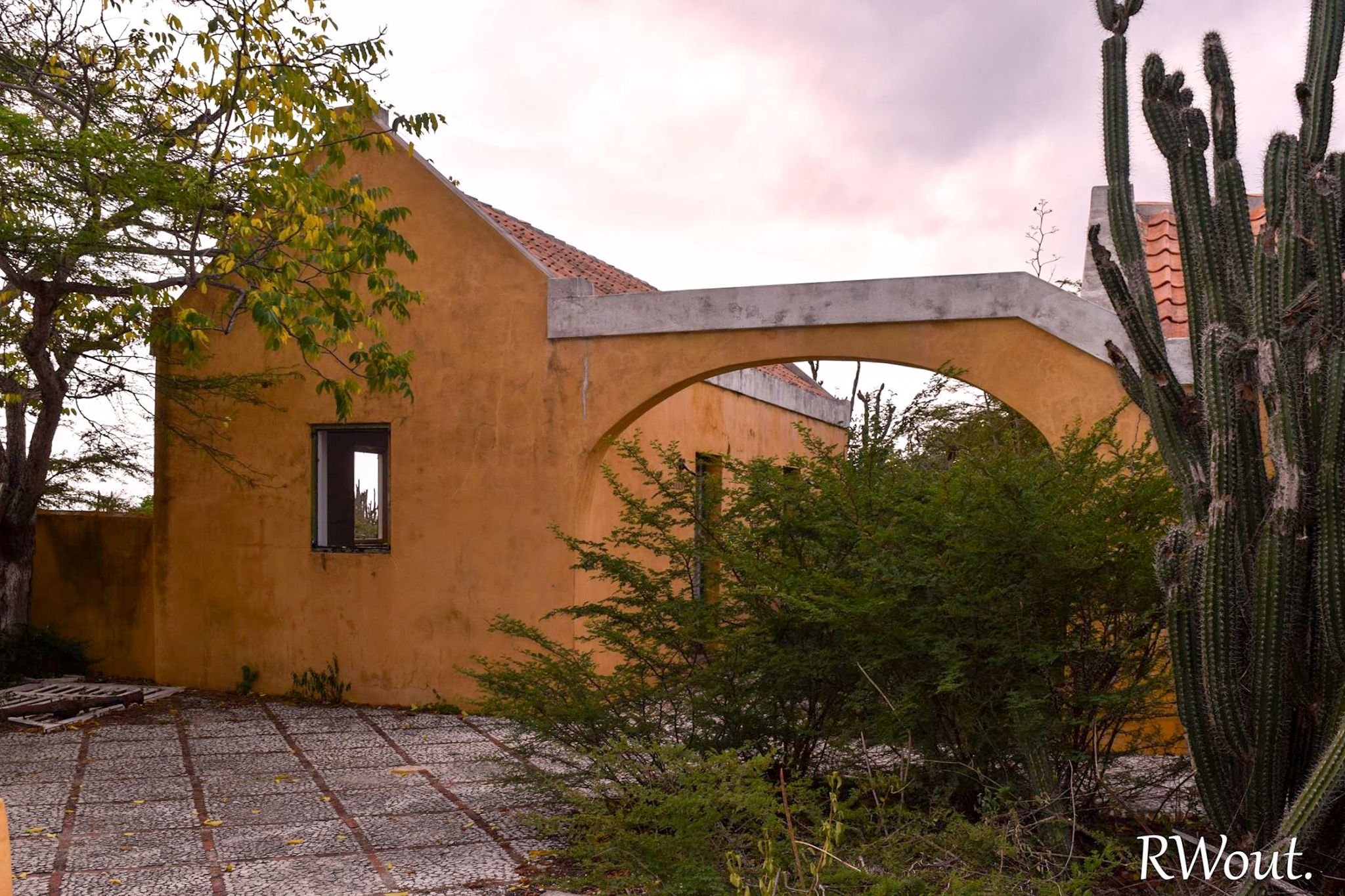
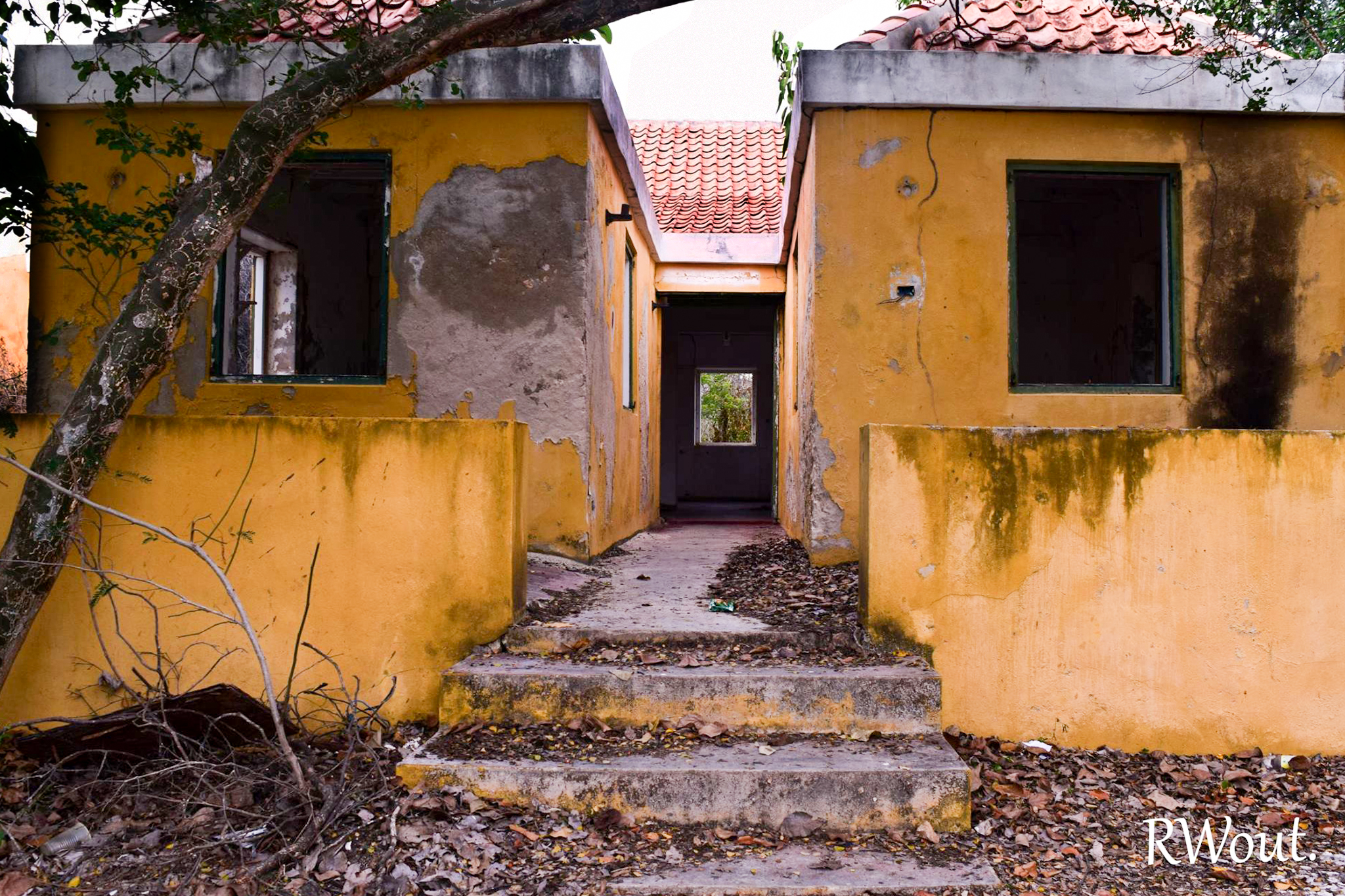